# Dadong
För andra betydelser, se Dadong (olika betydelser).
Dadong, tidigare kallar Tatungkow, är ett stadsdistrikt i Shenyang i Liaoning-provinsen i nordöstra Kina.
Orten öppnades för utrikeshandel 1907 enligt ett fördrag med Japanska imperiet.

## Källa
1. ↑  http://www.geohive.com/cntry/cn-21.aspx
2. ↑  ”/worldpostmarks.net”. Arkiverad från originalet den 2 januari 2015. https://web.archive.org/web/20150102101710/http://worldpostmarks.net/HTML%20Countries/china.htm. Läst 22 juli 2015.
3. ↑  Henry George Wandesforde Woodhead, The China Year Book (Shanghai,: North China Daily News & Herald, 1934), s. 181.